# Centre-ville de Limoges

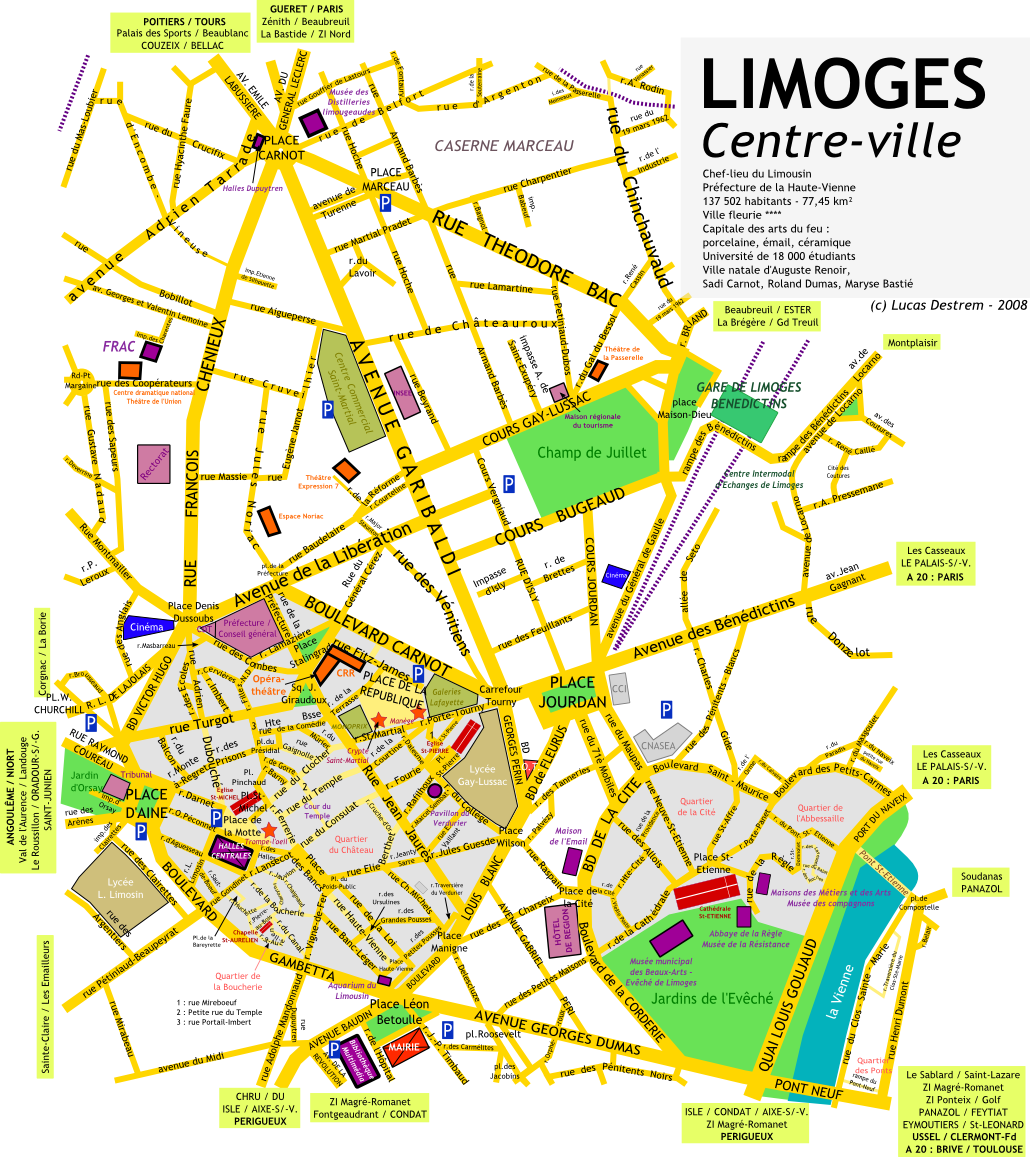
Plan du grand centre-ville de Limoges, qui comprend la Cité, le Château, et les quartiers de la gare et de la place Carnot).

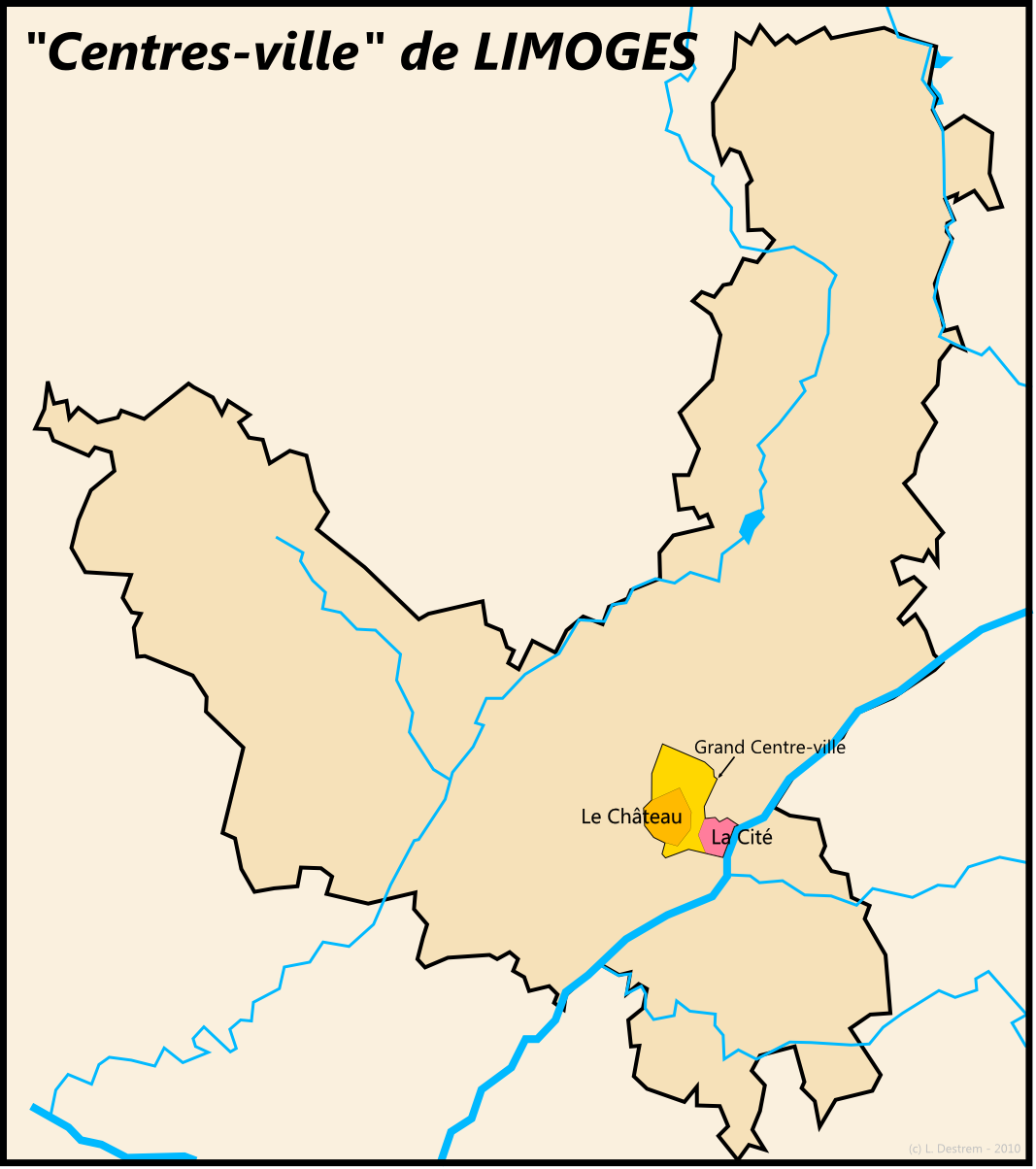
La zone en jaune correspond au « grand » centre-ville

Le centre-ville de Limoges ne correspond pas à une entité unique et précisément définie. Si historiquement, il évoque un centre bicéphale partagé entre le quartier dit « du Château » et la Cité, de nos jours on ajoute à ces deux espaces la zone urbaine située entre les deux, et accessoirement le quartier de la gare des Bénédictins, du centre Saint-Martial, de la place d'Aine et de l'hôtel de ville.
Les deux quartiers historiques du centre-ville actuel ont été réunis le 11 octobre 1792.